# NGC 4833
NGC 4833 ist die Bezeichnung eines Kugelsternhaufen im Sternbild Fliege am Südsternhimmel. Er hat einen Winkeldurchmesser von 13,5 Bogenminuten und ist etwa 19.000 Lichtjahre von der Sonne entfernt.
Das Objekt wurde im Jahre 1751 vom französischen Astronomen N. L. de Lacaille entdeckt.